# محمود مدیرالدوله (خوش‌نویس)
میرزا محمود خان مدیرالدوله خوش‌نویس و دولت‌مرد عصر قاجار بود. 
او در دوران ولیعهدی مظفرالدین شاه، در تبریز در دستگاه ولیعهد مشغول به کار شد و رفته رفته مورد توجه و اعتماد مظفرالدین شاه قرار گرفت. در دوران سلطنت مظفرالدین شاه، به تولیت آستان قدس رضوی منصوب شد. در سال ۱۳۱۸ قمری وزیر کشور بود. از دیگر مناصب او وزارت لشکر و وزیر وظایف و اوقاف بوده است. مدیرالدوله برادر احمد مشیرالسلطنه نخست وزیر ایران در دوران مشروطه بود.